# Papa Giulio II

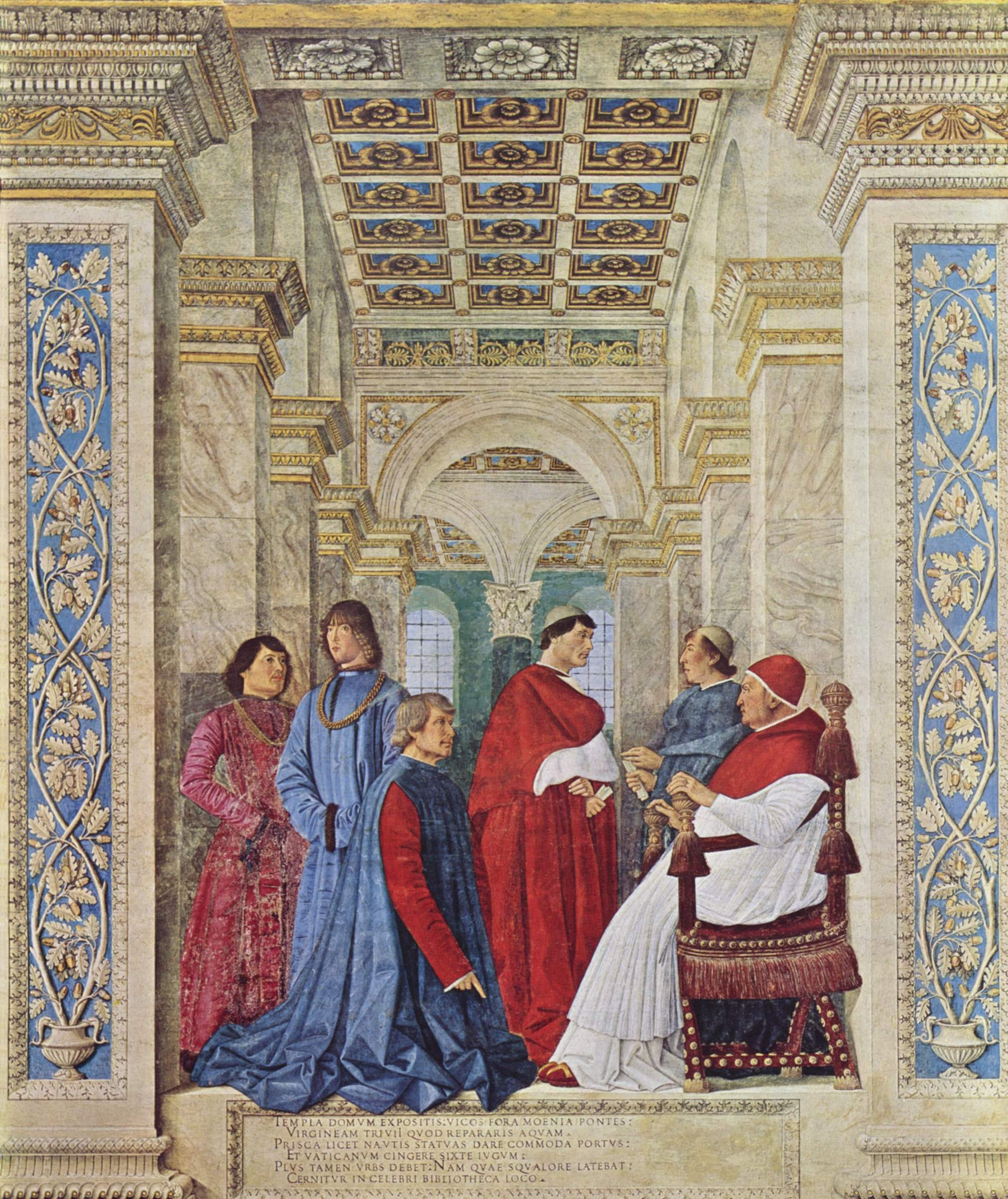
Il cardinale Giuliano della Rovere (più tardi papa Giulio II) davanti allo zio papa Sisto IV (e i cugini Raffaele Riario, Giovanni della Rovere e Girolamo Riario) nella "Nomina di Bartolomeo Sacchi "Il Platina" come Prefetto della Biblioteca Vaticana" da Melozzo da Forlì (1477, Pinacoteca Vaticana)

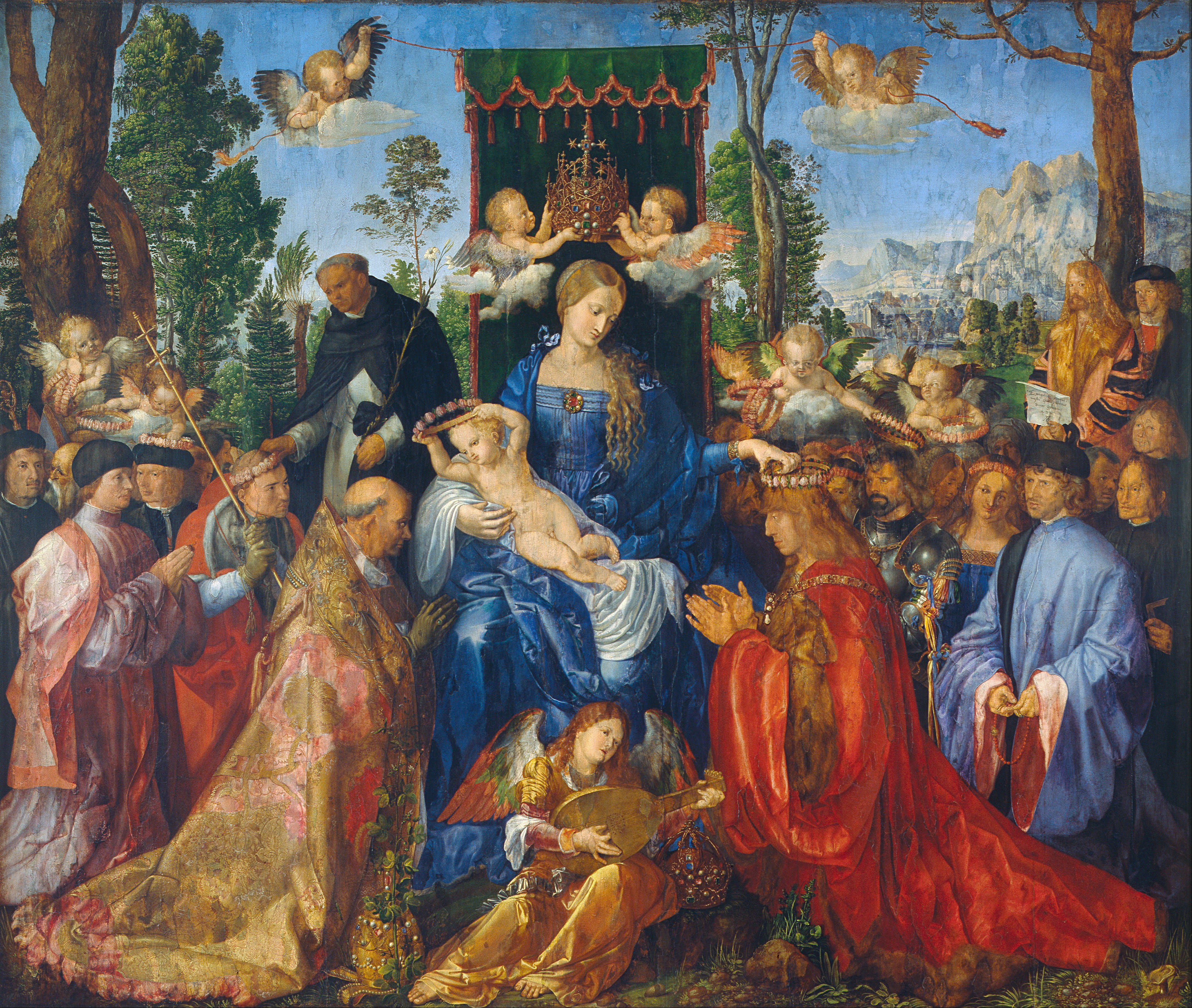
Giulio II e l'imperatore Massimiliano I alla Festa del Rosario di Albrecht Dürer (1506)

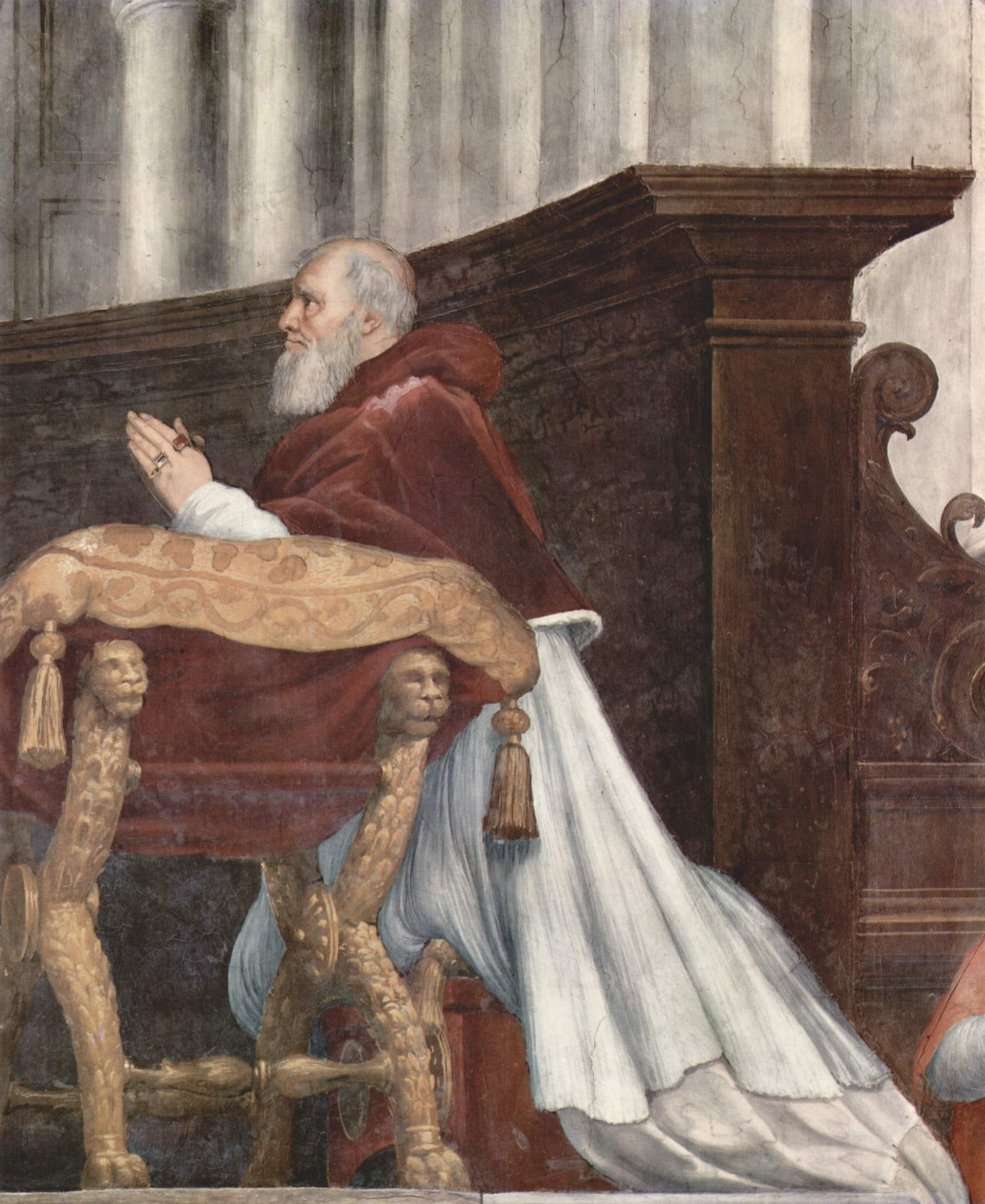
Giulio II alla Messa di Bolsena di Raffaello

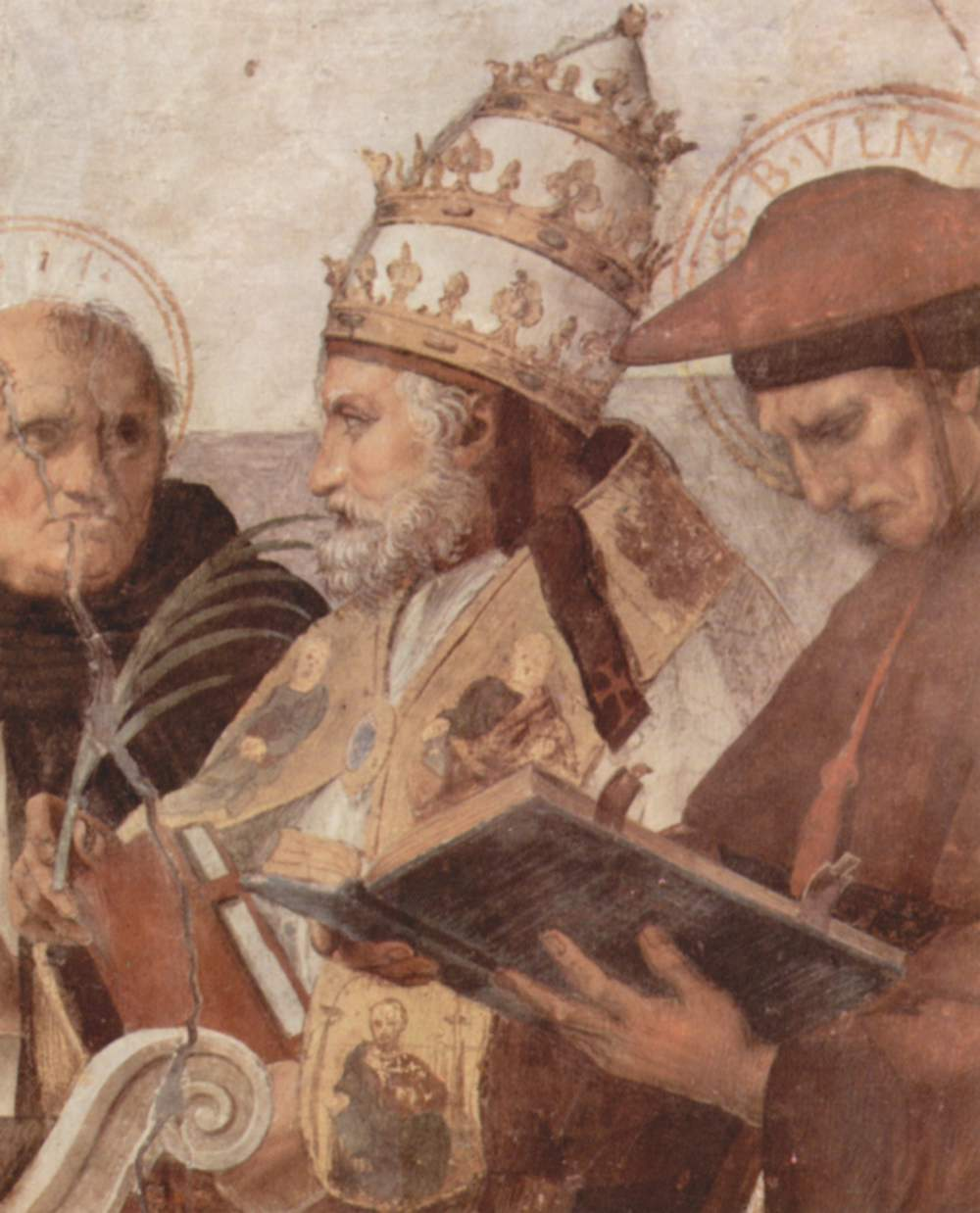
Giulio II come Gregorio Magno, nella Disputa del Sacramento di Raffaello Sanzio

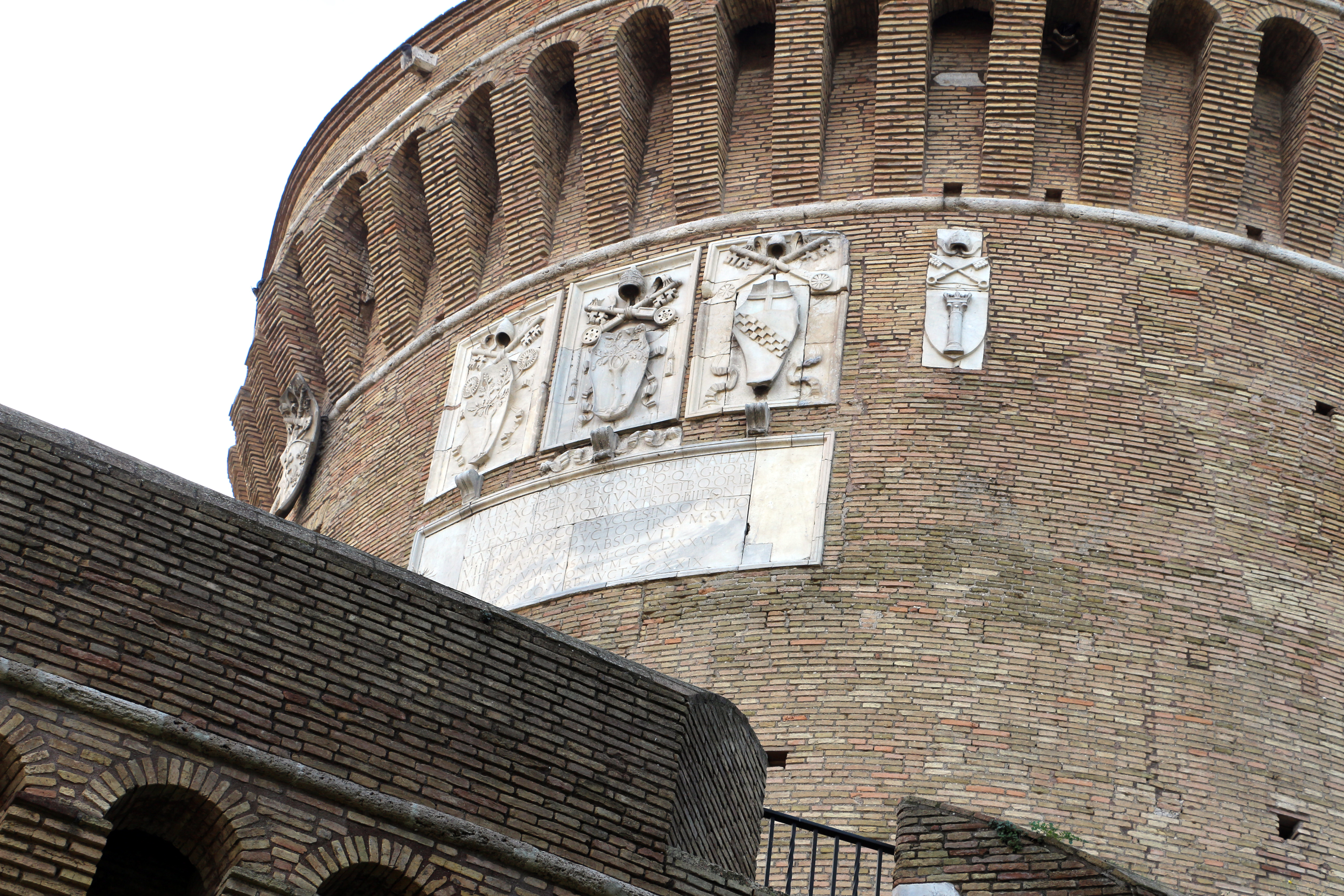
Stemma di Giulio II al Castello di Giulio II (anche Rocca di Ostia Antica, Roma), costruito, secondo Vasari, da Giuliano da Sangallo per volere del cardinale Giuliano della Rovere

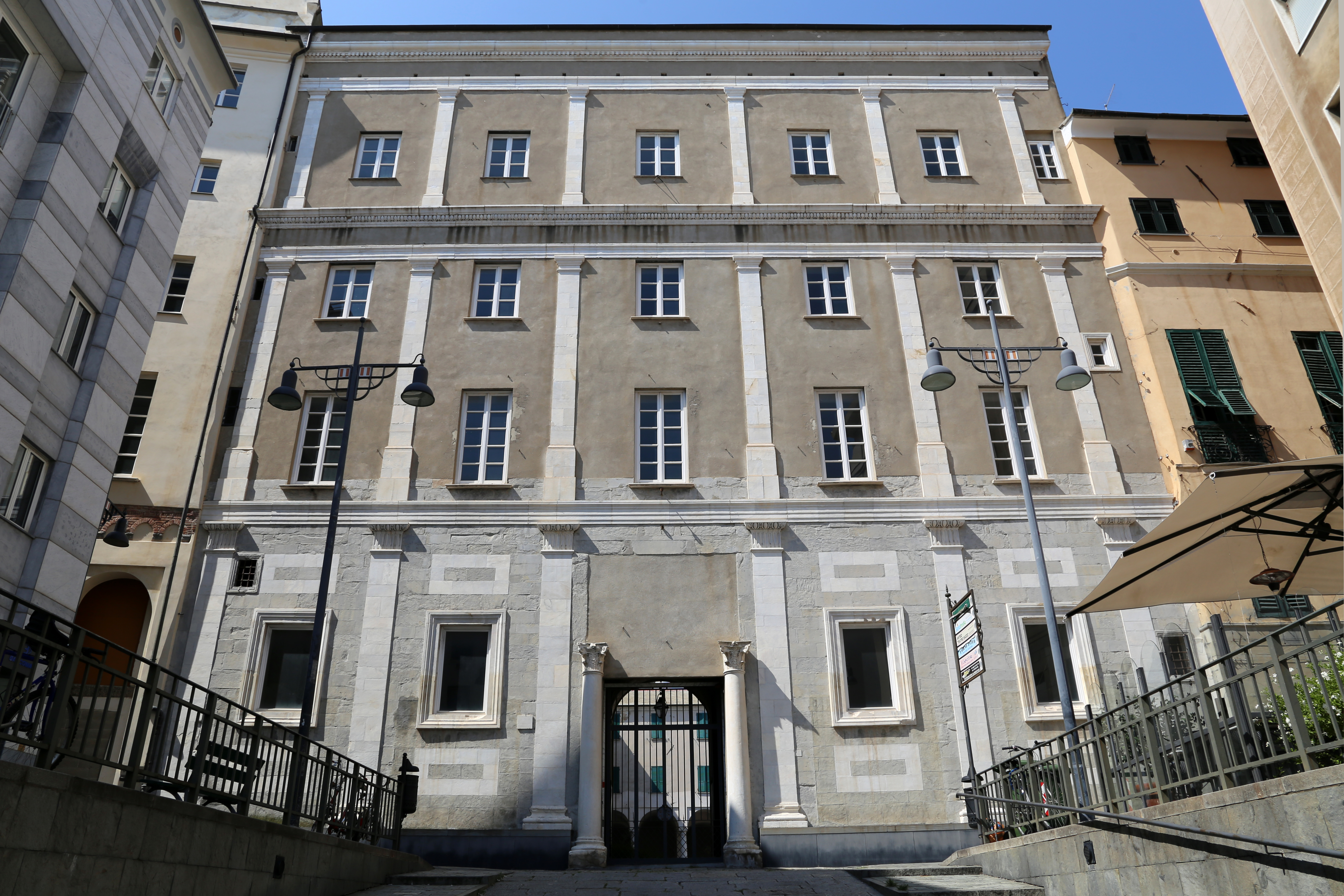
Palazzo della Rovere (Savona) progettato da Giuliano da Sangallo

Giulio II, in latino Iulius PP. II, nato Giuliano della Rovere (Albisola, 5 dicembre 1443 – Roma, 21 febbraio 1513), è stato il 216º papa della Chiesa cattolica dal 1503 alla sua morte. Considerato uno dei più celebri pontefici del Rinascimento, fu patrono di Michelangelo e di Raffaello, iniziatore dell'opera della Basilica di San Pietro, fondatore dei Musei Vaticani e della Guardia Svizzera.

## Biografia

### Origine
Giuliano nacque nella cittadina di Albisola (corrispondente oggi a due comuni distinti, Albisola Superiore e Albissola Marina, ambedue in provincia di Savona), nella Repubblica di Genova, il 5 dicembre 1443, figlio del nobile savonese Raffaello della Rovere, nipote di Sisto IV, appartenente al casato omonimo, e di Teodora di Giovanni Manirola, d'origini greche.

### Carriera ecclesiastica
Sotto la speciale custodia dello zio paterno, venne educato tra i francescani e successivamente andò in convento a La Pérouse per approfondire la conoscenza delle scienze. Entrò nell'Ordine dei frati minori conventuali e nel 1471 venne eletto vescovo di Carpentras, in Francia, poco dopo l'elezione dello zio a pontefice col nome di Sisto IV.
Nello stesso anno venne promosso cardinale, prendendo lo stesso titolo che era stato in precedenza dello zio: San Pietro in Vincoli. Con lo zio ottenne grande influenza e, in aggiunta all'arcivescovato di Avignone, resse non meno di altri otto vescovati, tra cui quello di Catania tra il 1473 e il 1474. In qualità di legato pontificio venne inviato nel 1480 in Francia, dove rimase per quattro anni, acquistando presto una grande influenza nel Collegio dei Cardinali, influenza che aumentò durante il pontificato di Innocenzo VIII. Nel 1483 Lucrezia Normanni, moglie del maggiordomo della Corte pontificia della Rovere, Bernardino De Cupis, gli diede una figlia illegittima, Felice della Rovere. Durante il cardinalato aveva preso dimora nell'edificio fatto riedificare da lui stesso, unitamente alla loggia, ora facenti parte del palazzo Colonna, presso la basilica dei Santi XII Apostoli. Poco dopo la nascita di Felice, Giulio della Rovere sistemò Lucrezia con un matrimonio con Bernardino de Cupis, ciambellano alla corte del cugino di Giulio, il cardinale Girolamo Basso della Rovere.Murphy, 2005,  pp. ii–iii

### La rivalità con Rodrigo Borgia
Nonostante il grande prestigio di cui godeva nel Collegio cardinalizio, col tempo dovette fronteggiare la strenua e violenta opposizione del cardinale Rodrigo Borgia, che alla fine gli costò l'ascesa al Santo Soglio. Il Borgia infatti, alla morte di papa Innocenzo VIII nel 1492, riuscì nel serrato conclave che ne seguì a spuntarla sul Della Rovere per mezzo di un accordo segreto con Ascanio Sforza, che gli accordò sottobanco la maggioranza dei voti e lo fece così ascendere al soglio col nome di Alessandro VI.
Temendo per la propria incolumità, della Rovere decise di cercare rifugio a Ostia, da dove poi salpò per Genova e da cui infine, pochi mesi dopo, si trasferì a Parigi. In seguito, nella capitale francese, incitò Carlo VIII di Francia a scendere in Italia per annettersi militarmente il Regno di Napoli, la cui Corona in principio era stata promessa al monarca francese dallo stesso papa Borgia, fintanto che questi non scelse poi – per maggiori vantaggi geopolitici – d'assegnarla ad Alfonso II d'Aragona-Trastámara (al quale oltretutto il pontefice s'era anche imparentato, avendo fatto sposare suo figlio minore Goffredo con la figlia Sancia).
Della Rovere sbarcò con il giovane Re di Francia nel Lazio, accompagnandolo in luoghi ben conosciuti (era vescovo di Velletri), ed assieme a lui entrò a Roma, dove si impegnò a convocare un concilio che indagasse la condotta di Papa Alessandro, in vista di una sua deposizione. Ma il Borgia, essendosi fatto amico un ministro di Carlo, Briçonnet, con l'offerta del cardinalato, riuscì a contrastare le macchinazioni del rivale. Alla morte di Alessandro nel 1503, della Rovere appoggiò la candidatura del cardinale Francesco Todeschini Piccolomini che venne consacrato con il nome di Pio III, ma che già soffriva per una malattia incurabile, della quale morì dopo soli ventisei giorni.

### Conclavi
Il cardinale Giuliano della Rovere partecipò a quattro conclavi:
- conclave del 1484, che elesse papa Innocenzo VIII
- conclave del 1492, che elesse papa Alessandro VI
- conclave del settembre 1503, che elesse papa Pio III
- conclave dell'ottobre 1503, nel quale fu eletto papa egli stesso

## Papato

### L'elezione al Soglio
Il cardinale della Rovere dovette fronteggiare questo inaspettato evento e riuscì, con un'abile azione diplomatica, ad ottenere l'appoggio della fazione di Cesare Borgia in conclave, venne quindi eletto Papa con il voto unanime dei cardinali. In particolare, promise al Borgia la conferma della posizione da questi acquisita in Romagna; tuttavia, una volta eletto papa, si adoperò per il suo abbattimento, pur risparmiando la vita del Borgia, consentendogli di trovare asilo in Spagna, tramite una formale deportazione, con consegna a Ferdinando II d'Aragona.

### Governo della Chiesa
Il 19 febbraio 1505 Giulio II emanò una bolla sull'invalidità delle elezioni pontificie macchiate di simonia.
Il 18 luglio 1511 il pontefice convocò un concilio ecumenico. Le assise si aprirono il 3 maggio 1512 in Laterano. Il concilio si concluse nel 1517, quattro anni dopo la sua morte.

### Governo dello Stato Pontificio
Fin dall'inizio del pontificato, Giulio II si predispose con un coraggio e una determinazione raramente eguagliate, per disfarsi dei vari poteri che sopraffacevano la sua autorità temporale. Infatti la scelta del nome si deve tanto al culto di sé (per cui accorciò il nome Giuliano) quanto al rimando alla figura di Giulio Cesare, a cui fin da subito cercò di farsi accostare nell'immaginario collettivo, facendo, a tal proposito, passare il corteo della cerimonia d'incoronazione attraverso sette archi trionfali anticheggianti, posti per l'occasione.
Nel 1506 istituì il corpo della Guardia svizzera pontificia.
Per mezzo di una serie di complicati stratagemmi riuscì innanzitutto a rendere impossibile ai Borgia di restare negli Stati Pontifici. Usò quindi la sua influenza per riconciliare le due potenti famiglie degli Orsini e dei Colonna e, con decreti fatti nel loro interesse, riuscì a legare a sé il resto della nobiltà romana.

#### Interventi a Bologna, Forlì e Perugia
Le città di Bologna e Perugia erano governate da signori locali, i quali avevano approfittato della debolezza militare dello Stato pontificio per salire al potere. Giulio II volle ripristinare il governo della Santa Sede. Con una brillante campagna, nel 1506 le truppe pontificie riuscirono ad entrare a Perugia e a Bologna, abbattendo le libere signorie. A Forlì il pontefice seppe imporre la pace tra i partiti guelfo e ghibellino.
Dopo aver riportato la pace, Giulio II effettuò un viaggio nei territori riconquistati. Fu il primo viaggio di un papa nella veste di Capo di stato. Partito da Roma alla fine di agosto, risalì la valle del Tevere sostando a Perugia (13 settembre 1506); scese in Romagna lungo la Valmarecchia fino ad arrivare a Savignano. Dalla via Emilia Giulio II si diresse verso ovest in direzione di Bologna, dove si fermò l'11 novembre 1506. Durante il viaggio di ritorno sostò a Forlì. Nella città romagnola il pontefice volle assistere alla collocazione della pala di Marco Palmezzano La comunione degli apostoli sull'altare principale della Cattedrale cittadina (1506).

### Lega di Cambrai e Lega Santa
Giulio II approntò un piano per estromettere i Veneziani da Faenza, Rimini e da altre città e fortezze d'Italia che essi avevano occupato nel 1503 dopo la morte di Alessandro VI. Trovando impossibile spuntarla sul Doge esercitando la propria autorità spirituale, nel 1504 favorì un'unione degli interessi contrastanti di Francia e Impero allo scopo di far concludere tra loro un'alleanza offensiva e difensiva contro la Repubblica di Venezia. Inizialmente il patto fu poco più che nominale, e non fu immediatamente efficace, spingendo i veneziani a cedere solo pochi e non molto importanti castelli della Romagna.
Ma gli eventi successivi giocarono a suo favore, tanto che nel 1508 Giulio II fu in grado di costituire con Luigi XII di Francia, l'Imperatore Massimiliano I e Ferdinando II d'Aragona, la famosa Lega di Cambrai. Nella primavera dell'anno seguente la Repubblica di Venezia venne posta sotto interdetto. I risultati ottenuti dalla Lega andarono oltre le intenzioni di Giulio. Con la sola battaglia di Agnadello tutti i domini di Venezia in Italia vennero praticamente persi; ma poiché né il Re di Francia, né l'imperatore erano soddisfatti di favorire il Papa, quest'ultimo trovò necessario entrare in contatto con i Veneziani per difendersi da quelli che fino a poco prima erano stati i suoi alleati.
I Veneziani, con un atto di umile sottomissione, vennero assolti all'inizio del 1510 e poco dopo la Francia venne posta sotto il bando papale. I tentativi di portare a una rottura tra Francia e Regno d'Inghilterra si rivelarono senza successo; d'altra parte, ad un sinodo convocato da re Luigi a Tours nel settembre 1510, i vescovi francesi sconfessarono l'obbedienza papale e, con la cooperazione di Massimiliano, mirarono alla deposizione di Giulio. Nel novembre 1511 un Concilio si riunì a tale scopo a Pisa.
Nel frattempo gli eserciti preparavano lo scontro. Giulio II, per contrastare gli interessi francesi in Italia, costituì la Lega Santa alla quale nel 1511 aderirono Enrico VIII d'Inghilterra, l'Imperatore Massimiliano I, il Regno di Castiglia e la Repubblica di Venezia. Lo scontro militare avvenne l'11 aprile 1512 nella sanguinosa battaglia di Ravenna. I francesi, nonostante le numerose perdite, ebbero la meglio e si diressero verso Milano, ma sapendo che un esercito imperiale stava scendendo dalla Svizzera, furono costretti a riparare oltre le Alpi.
Successivamente, il 3 maggio, il pontefice aprì a Roma un concilio ecumenico (in seguito divenuto noto come Concilio Lateranense V).

### Concistori per la creazione di nuovi cardinali
Papa Giulio II durante il suo pontificato creò 27 nuovi cardinali nel corso di 6 diversi concistori.

### Diocesi erette da Giulio II
- 8 agosto 1511 (bolla Romanus pontifex):
  - Diocesi di Santo Domingo e della Vega (isola di Hispaniola), prima diocesi del continente americano[9].
  - Diocesi di San Juan di Porto Rico (isola di Porto Rico).
- 29 ottobre 1511 (bolla Pro excellenti):
  - Diocesi di Saluzzo

### La morte
Giulio II non vide realizzato il suo progetto: nel febbraio del 1513 morì a causa di una febbre influenzale fatale causata dalla sifilide.
Molto travagliata la storia della tomba di Michelangelo che doveva essere collocata nell'antica basilica di San Pietro in Vaticano. Nel 1545, grazie ad un accordo con gli eredi di Giulio II Michelangelo realizzò una versione della tomba ridotta e collocata in San Pietro in Vincoli. Attualmente la salma riposa all’interno della Basilica di San Pietro, a seguito del trasferimento di quest’ultima dalla sede originale.

Proiezione della Via Giulia di Roma incaricata per Giulio II al Bramante (mappa di Antonio Tempesta, 1645)

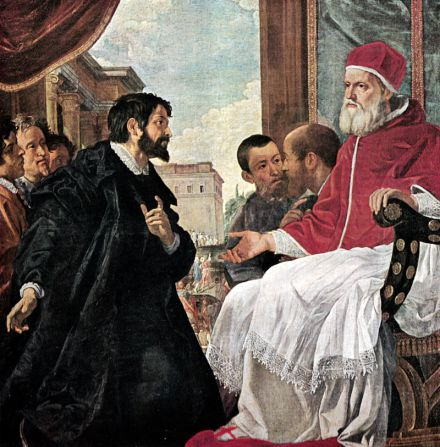
Michelangelo si presenta a Giulio II di Anastasio Fontebuoni

## Mecenatismo
La fama di Giulio II è indissolubilmente legata a progetti artistici che portò avanti, facendosi mecenate di alcuni dei più grandi artisti di sempre e offrendo loro la possibilità di creare opere che sono entrate tra i capolavori dell'arte occidentale. Dietro i suoi slanci da mecenate è però sempre presente un saldo intreccio di politica e arte, legato ai progetti di Renovatio dell'Urbe, sia sul piano monumentale che politico, nell'obiettivo di restituire a Roma e all'autorità papale la grandezza del passato imperiale. Il suo intuito fu infallibile nella scelta degli artisti che meglio potessero attuare la vastità e l'audacia dei suoi propositi.
Fin da quando era cardinale, Giuliano della Rovere si era dimostrato un committente intelligente e la sua esperienza diretta come legato ad Avignone gli aveva fatto scoprire come la residenza papale in terra di Francia fosse ben più splendida e grandiosa di quella romana.

### Giuliano da Sangallo
Nel 1483 assegnò la costruzione della Rocca di Ostia sopra la torre circolare di Martino V, secondo Giorgio Vasari, a Giuliano da Sangallo, sebbene altri storici attribuiscano l'opera all'architetto fiorentino Baccio Pontelli, Francesco di Giorgio Martini ed altri.
Nel 1494 acquistò il palazzo medievale di San Tommaso a Savona e incarica a Giuliano da Sangallo la costruzione del Palazzo della Rovere, contrastante per il suo innovatore ordine rinascimentale con il tessuto medievale delle palazzi-torre del porto ghibellino.

### Bramante
Nel 1503 Giulio II nominò Bramante sovrintendente generale delle fabbriche papali, affidandogli innanzitutto il collegamento tra il palazzo Apostolico e la residenza estiva del Belvedere, che l'architetto interpretò con due ali laterali che creavano un vasto cortile a terrazze, con scalinate scenografiche e una grande esedra al culmine, di chiara ispirazione antica (il santuario di Palestrina). Inoltre, sotto la sua supervisione, venne stabilito un nuovo assetto viario in città, con l'apertura di via Giulia e con la sistemazione della via della Lungara, che dai Borghi portava alla porta Settimiana e che nei progetti avrebbe dovuto innestarsi sulla via Portuense.
Nei primi mesi del 1506 il pontefice prese l'audace decisione di abbattere e ricostruire interamente la basilica vaticana, risalente all'epoca di Costantino. Bramante elaborò un progetto a croce greca, con un'enorme cupola emisferica centrale e quattro cupole minori alle estremità dei bracci, alternate a quattro torri angolari. Dal 1506 al 1514 Bramante seguì i lavori alla basilica e sebbene il suo progetto sia stato poi abbandonato dai suoi successori in favore di una basilica a croce latina, immutati sono rimasti il diametro della cupola (40 metri, quasi quanto quella del Pantheon) e le dimensioni della crociera.
Giulio II affidò al Bramante anche alcuni lavori di urbanistica. Il pontefice volle rettificare la via Magistralis per farne una direttrice di espansione edilizia e di riqualificazione della città, parallela alla Via della Lungara voluta da Alessandro VI.
riuscì ad inserire nel tracciato urbano due importanti vie: Via Giulia (al centro della quale fu edificato il progetto di Bramante, il palazzo della Giunta) e Via della Lungara. Nel 1507 Bramante cominciò le demolizioni a destra e sinistra della nuova strada Recta, che diventerà una delle zone di maggior attività edilizia sotto Leone X, prendendo il nome di Via Giulia.
Bramante era anche un confidente del Papa. Durante una convalescenza per una malattia nel 1510, era solito leggergli e spiegargli tutte le sere la Divina Commedia di Dante.

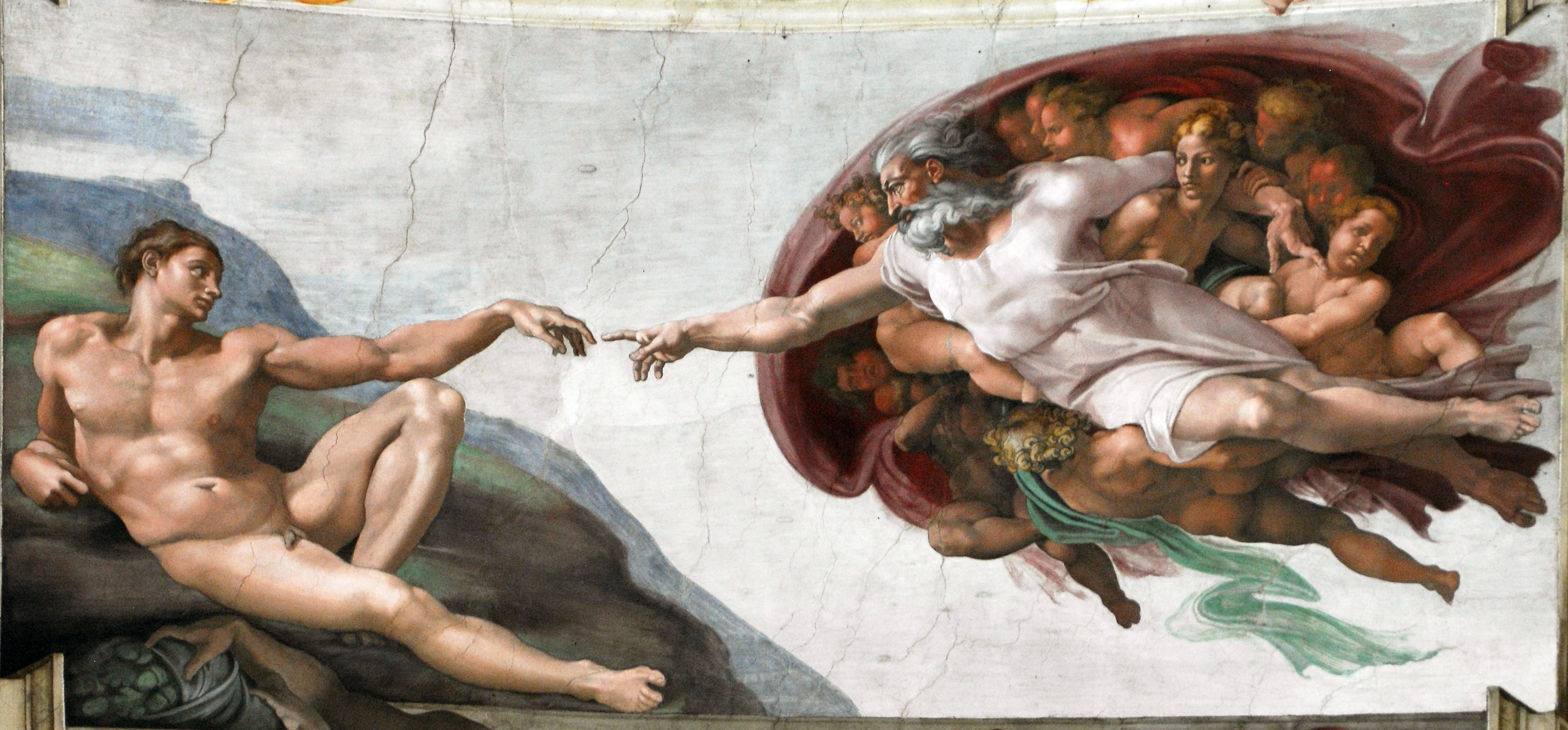
Creazione di Adamo

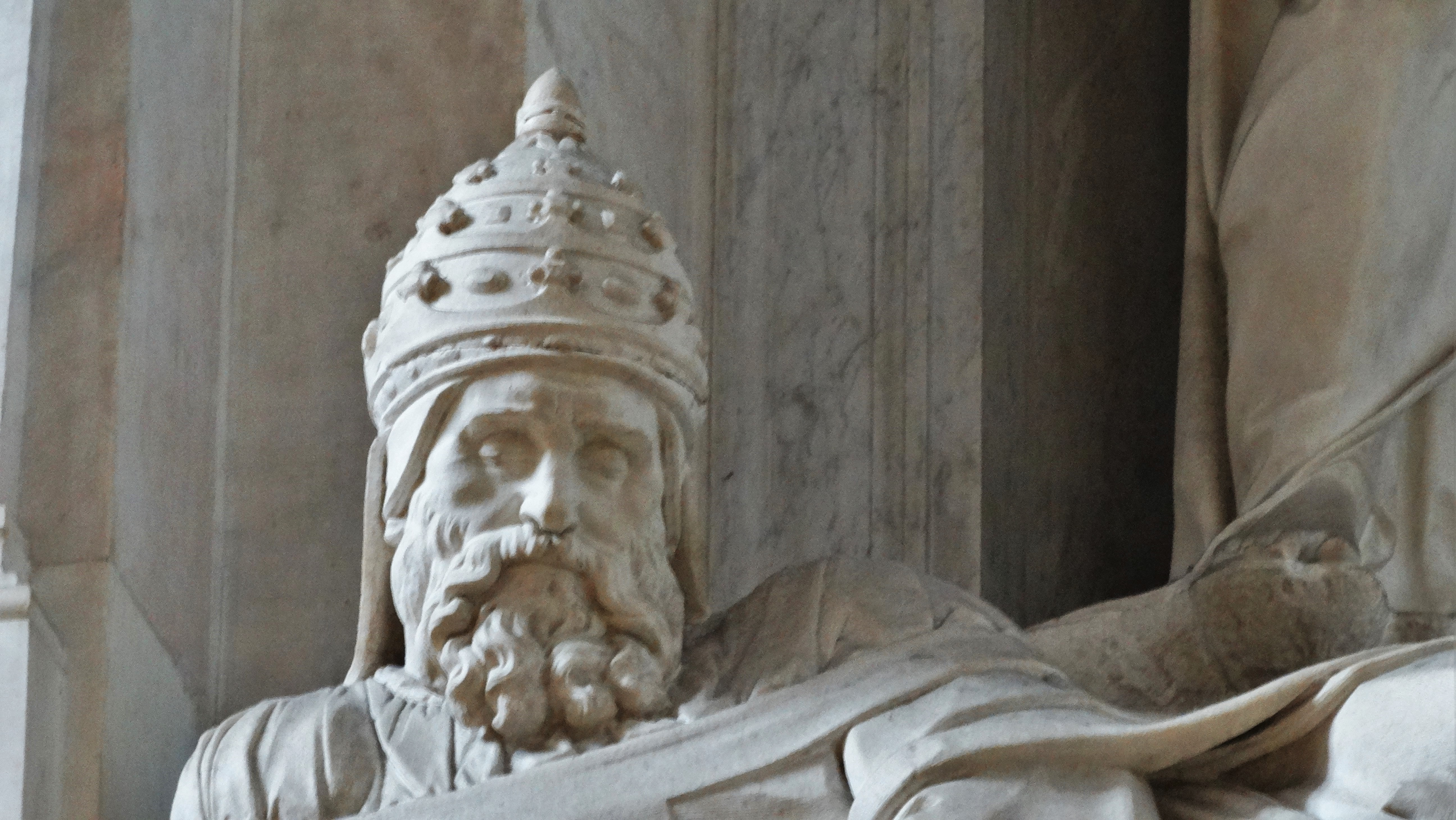
Statua di Giulio II di Michelangelo

### Michelangelo
Burrascosi furono i rapporti tra Michelangelo e il papa, avendo entrambi personalità molto forti e poco avvezze ai compromessi. Nel 1505 Giulio II lo convocò a Roma, per affidargli il compito di una monumentale sepoltura per sé, da collocarsi nella tribuna della nuova basilica di San Pietro. Il primo progetto prevedeva una colossale struttura architettonica isolata nello spazio, composta da tre ordini con una quarantina di statue, dimensionate in scala superiore al naturale. Mentre Michelangelo sceglieva però i marmi a Carrara il papa venne distolto dall'idea, di cattivo augurio, di occuparsi della propria tomba mentre era ancora in vita. Fu così che nella primavera del 1506 Michelangelo, mentre tornava carico di marmi e di aspettative dopo estenuanti mesi di lavoro, fece l'amara scoperta che il suo progetto mastodontico non era più al centro degli interessi del pontefice, accantonato in favore dell'impresa della basilica e di nuovi piani bellici contro Perugia e Bologna.
Fuggito in tutta fretta a Firenze, Michelangelo ebbe bisogno delle ripetute e minacciose richieste del papa perché prendesse infine in considerazione l'ipotesi della riconciliazione. L'occasione venne data dalla presenza del papa a Bologna nel 1507: qui l'artista fuse per il papa una statua in bronzo e pochi anni dopo, a Roma, ottenne la commissione "riparatrice" per la decorazione della volta della Cappella Sistina.
Dopo alcune esitazioni dell'artista venne elaborato un primo progetto, con figure di apostoli sui peducci e quadrature architettoniche, arricchito presto con le Storie della Genesi nei riquadri centrali, figure di Veggenti sui peducci, episodi biblici e Antenati di Cristo sulle vele, nonché la decorazione delle lunette sopra la serie quattrocentesca dei papi. A ciò si aggiungono altre figure di riempimento, quali gli Ignudi, i medaglioni con altre scene bibliche e le figurette dei Nudi bronzei.
Nel luglio del 1508 il ponteggio, occupante circa metà della cappella (in modo da non pregiudicare le attività liturgiche), era pronto e Michelangelo avviò la stesura ad affresco. Nell'agosto del 1510 l'opera era quasi a metà ed era ora di smontare il ponteggio per ricostruirlo dall'altra parte. In tale occasione l'artista poté finalmente vedere il proprio lavoro dal basso e prese la decisione di aumentare la scala delle figure, con scene meno affollate ma di maggiore effetto dal basso, ambientazioni più spoglie, gesti più eloquenti, meno piani di profondità. L'energia e la "terribilità" delle figure viene estremamente accentuata, dalla poderosa grandiosità della Creazione di Adamo, ai moti turbinosi delle prime tre scene della Creazione, in cui Dio Padre appare come unico protagonista. Anche le figure dei Profeti e delle Sibille crescono gradualmente in proporzioni e in pathos psicologico all'avvicinarsi all'altare, fino al furor divinatorio dell'enorme Giona.

### Raffaello

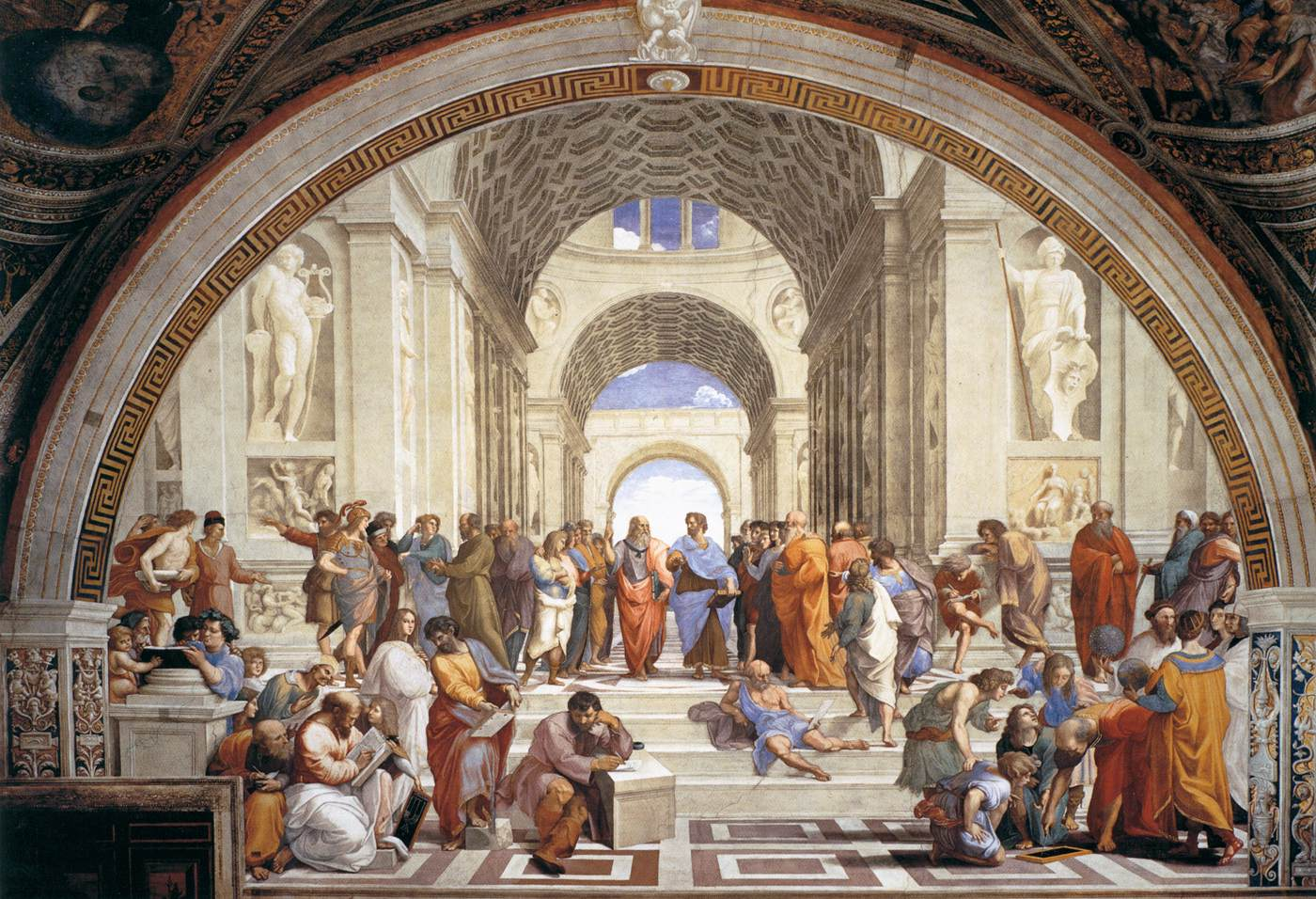
Scuola di Atene

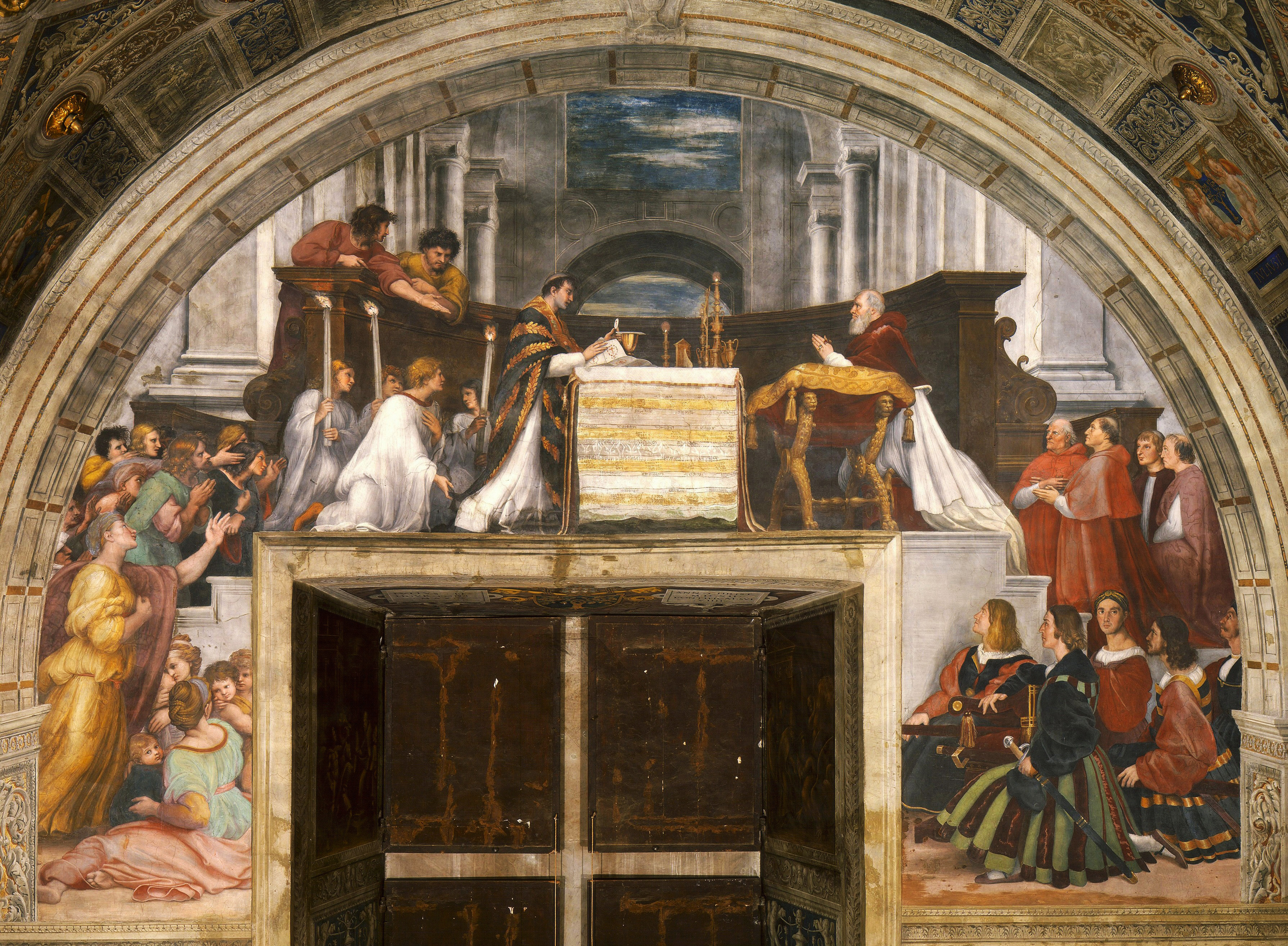
Ritratto di Giulio II alla Messa di Bolsena

L'altra grande impresa pittorica del pontificato di Giulio II è la decorazione di un nuovo appartamento ufficiale, le cosiddette Stanze Vaticane. Rifiutandosi di utilizzare l'Appartamento Borgia, il papa scelse alcuni ambienti al piano superiore, risalenti all'epoca di Niccolò V e in cui esistevano già decorazioni quattrocentesche. Per prima cosa fece dipingere i soffitti a un gruppo composito di pittori, tra cui il Perugino, il Sodoma, Baldassarre Peruzzi, il Bramantino e Lorenzo Lotto, oltre allo specialista di grottesche Johannes Ruysch. Sul finire del 1508 si aggiunse Raffaello, fatto chiamare su consiglio di Bramante, suo concittadino.
Le prime prove nella volta e nei lunettoni della Stanza della Segnatura convinsero il pontefice a tal punto che affidò al Sanzio la decorazione di tutta la stanza e quindi dell'intero complesso, senza esitare a far distruggere le opere più antiche. La Stanza della Segnatura venne decorata con scene legate alle categorie del sapere, forse in relazione a un ipotetico uso come biblioteca. La Disputa del Sacramento è una celebrazione della teologia, la Scuola di Atene della filosofia, il Parnaso della poesia e le Virtù e la Legge della giurisprudenza, a ciascuna delle quali corrispondono anche figure simboliche sul soffitto.
Nell'estate 1511, quando ancora non erano terminati i lavori alla Stanza della Segnatura, Raffaello stava già elaborando i disegni per un nuovo ambiente, la stanza poi detta di Eliodoro, usata come camera dell'Udienza. Il pontefice, tornato a Roma in giugno dopo le sconfitte nella campagna militare contro i francesi (che avevano significato la perdita di Bologna e la continua minaccia degli eserciti stranieri), fu ritratto dall'artista urbinate (Ritratto di Giulio II), che colse la sfumatura di delusione nel suo sguardo. I nuovi affreschi rispecchiarono il momento di incertezza politica, sottolineando l'ideologia del papa e il suo sogno di renovatio. Le scene di Eliodoro cacciato dal tempio e l'Incontro di Leone Magno con Attila mostrano infatti interventi miracolosi a favore della Chiesa contro nemici interni ed esterni, mentre la Messa di Bolsena tributa la devozione speciale del papa verso l'eucaristia e la Liberazione di san Pietro ricorda il trionfo del primo papa al culmine delle tribolazioni.

## Discendenza

### Felice della Rovere

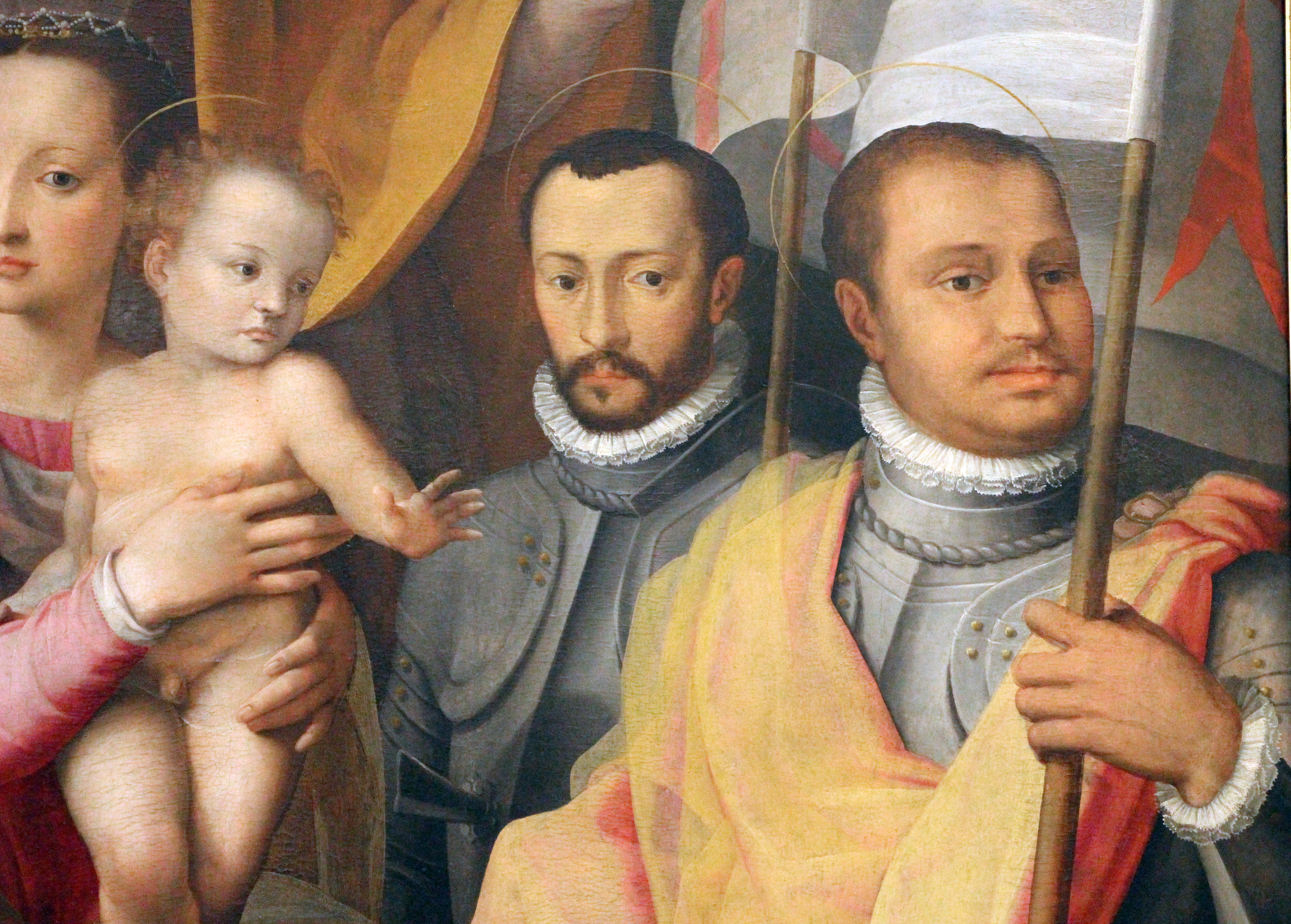
Isabella de' Medici, Francesco I de' Medici e Paolo Giordano I Orsini, I duca di Bracciano (pronipote di Giulio II) nella Madonna col Bambino di Giovanni Maria Butteri

Dalla relazione con la nobildonna romana Lucrezia Normanni ebbe una figlia, Felice della Rovere, nata nel 1483 quando Giuliano era ancora cardinale. In seguito, Giulio sposò Lucrezia a Bernardino de Cupis, suo maestro di palazzo, da cui la donna ebbe altri due figli, Giovanni Domenico e Francesca. Felice sposò invece Gian Giordano Orsini, già vedovo di Cecilia d'Aragona, figlia naturale del re Ferdinando I di Napoli. Le clausole del contratto matrimoniale stabilivano che gli eventuali figli maschi nati da Gian Giordano e Felice avrebbero avuto la precedenza rispetto ai figli Orsini-Aragona, nella successione della signoria di Bracciano, elevata a ducato per il papa Pio IV in occasione delle nozze di Isabella de' Medici con Paolo Giordano I Orsini, nipote di Felice; e così fu, dal momento che a succedere all'Orsini fu Girolamo, nato da Felice, piuttosto che Napoleone, nato da Cecilia: tale successione scatenò una faida fra i due rami familiari che portò, fra l'altro, all'omicidio di Napoleone per mano dal fratellastro.

## Papa Giulio II nella storiografia
Le capacità e le ambizioni di Giulio erano regali e militari piuttosto che ecclesiastiche. Fu più preoccupato per la sua fama personale, come membro della famiglia Della Rovere, che per l'avanzamento dell'influenza e dell'autorità della Chiesa. Il suo spirito audace, la sua maestria nello stratagemma politico, e la sua indifferenza morale nella scelta dei mezzi, lo resero la principale figura politica del suo tempo. Mentre, ad ogni modo, le sue conquiste politiche e militari lo candiderebbero da sole a figurare tra i più notevoli occupanti della cattedra di San Pietro, il suo principale titolo d'onore è da ricercarsi nel patrocinio delle arti e della letteratura.

### Papa Giulio II visto dai suoi contemporanei
Da diversi contemporanei di papa Giulio II sono stati sottolineati i suoi aspetti più ambigui e contraddittori:
- Erasmo da Rotterdam dedicò a Giulio II dopo la sua morte un feroce scritto satirico Iulius Exclusus e Coelis, in cui il Papa si vede negato l'accesso in Paradiso da San Pietro.
- L'unica visita di Martin Lutero a Roma ebbe luogo nel 1510, durante il pontificato di Giulio. Agli occhi di Lutero, Giuliano divenne il tipico esponente di una chiesa che ha abbandonato la propria missione spirituale per seguire potere e ricchezza.
- Francesco Guicciardini nella sua Storia d'Italia sottolinea da una parte l'ambizione e l'energia di papa Giulio II, e dall'altra il suo carattere sospettoso e manipolatorio. La partecipazione diretta di Giuliano all'assedio della Mirandola è vista dallo scrittore come un evento eccezionale e straordinario, che non sembra confermare le critiche rivolte dai contemporanei alla condotta del suo pontificato. Giulio II, commenta Guicciardini, «... non riteneva [manteneva] di pontefice altro che l'abito e il nome.»[23].
- Ne Il principe di Machiavelli, Giulio II è il modello di principe fortunato, perché la sua "virtù" (la specifica qualità della sua leadership: nel caso di Giuliano, l'impetuosità) si accorda al contesto strategico in cui si trova ad agire, producendo sempre conseguenze felici a fronte di una medesima ripetuta strategia. Il contesto è inteso da Machiavelli come l'insieme dei rapporti di potere e delle situazioni contingenti, il quale determina il successo o l'insuccesso di un'azione politica. Machiavelli rileva inoltre come la breve durata del pontificato di Giuliano sia stata la causa delle sue fortune «... perché, se fussino sopravvenuti tempi che fussi bisognato procedere con rispetti, ne seguiva la sua rovina»[24].
- Varie furono le accuse di omosessualità e ubriachezza rivolte a Giulio II dai suoi nemici: ne scrivono Girolamo Priuli, diarista veneziano (Conduzeva cum lui li suoi ganimedi, id est alcuni bellissimi giovani [...]); Marin Sanudo il giovane, che riporta nei suoi diari un anonimo sonetto ritrovato a Cesena nel 1506 (Ritorna, o padre santo, al tuo San Pietro | e stringi el freno al tuo caldo desire [...] | Et meno biasmo te fia | col Squarzio e Curzio nel sacro palazo | tenir a bocha il fiasco e in cullo el cazo); Erasmo da Rotterdam, nel suo pamphlet antigiuliano.[25]

### Controversie sulla sessualità
Giulio II non fu il primo papa ad avere avuto figli prima dell'elevazione al soglio: da Lucrezia Normanni ebbe una figlia nata nel 1483, quando era già cardinale, chiamata Felice della Rovere.
Non appena morto, Pasquino lo accusò di ateismo, violenza, superbia e sodomia. L'uomo da lui più amato sarebbe stato il cardinale Francesco Alidosi, che era pubblicamente noto come "favorito et ganimede del Papa", il quale secondo il cronista veneziano Girolamo Priuli "tanto hera inamorato in lui" che non prendeva alcuna decisione senza prima consultarlo. Quando poi Alidosi fu brutalmente ucciso, mentre tutta Roma festeggiava la sua morte, il Papa cadde in preda alla disperazione: piangeva, gridava, si batteva il petto miseramente e rifiutava acqua e cibo, dando pubblico scandalo. Secondo altri storici, la vicinanza di Alidosi al papa sarebbe semplicemente dovuta al fatto che sapesse bene come trattarlo per ottenerne il favore. Non fu del resto l'unica occasione in cui diede scandalo, poiché fu più volte udito bestemmiare e invocare il diavolo quand'era in preda all'ira o ai dolori delle malattie. Questa nomea continuò dopo la morte di Giulio II e le accuse furono ripetute dai protestanti nelle loro polemiche contro il "papismo" e la decadenza della Chiesa cattolica.
Fra i nemici che Giulio della Rovere si era creato, secondo il costume del tempo la sodomia era un insulto e un'accusa ricorrente, il cui solo sospetto bastava a screditare un avversario. I Veneziani, che erano ostili alla nuova politica militare del papa, furono tra gli oppositori più attivi nello spargere queste voci; vi si distinse il diarista Girolamo Priuli. Egli scrive infatti che questo pontefice era "ebrius et patiente [passivo] in lo vitio di sodomia et desolutto, come a tutta Roma hera manifesto". E ancora aggiunge: "conduzeva cum lui li sui ganimedi, idest [cioè] alchuni bellissimi giovani, cum li quali se diceva publice che l'havea acto carnale cum loro, ymo che lui hera patiente et se dilectava molto di questo vitio sogomoreo, cossa veramente abhorenda in chadauno".
Nell'ambito delle trattative per la liberazione del marchese di Mantova prigioniero dei veneziani, Giulio II insistette lungamente per avere il suo primogenito Federico, un bambino bellissimo, come ostaggio a Roma. La madre cedette alle sue richieste e Federico si stabilì alla corte papale. Giulio II gli mostrava un grandissimo affetto: voleva sempre averlo intorno, alle cacce e alle feste, e che sedesse alla sua tavola mentre mangiava; pare anche che avesse inserito un suo ritratto tra i personaggi della Scuola d'Atene di Raffaello: il bambino che appare dietro il filosofo incoronato di pampini oppure l'adolescente dai lunghi capelli. A conferma di ciò vi è una lettera dell'ambasciatore mantovano che nel 1511 scriveva alla madre che Giulio voleva far ritrarre il giovinetto nelle Stanze.
Erasmo da Rotterdam nel dialogo satirico Iulius exclusus e coelis suggerisce che Giulio II si fosse macchiato di colpe contro la morale sessuale; un tema che fu sollevato con conciliabolo di Pisa.

## Papa Giulio II nel cinema
- Nel film La fornarina, realizzato da Enrico Guazzoni nel 1943 e distribuito tra il 1944 e il 1945, che tratta di Raffaello Sanzio (interpretato da Walter Lazzaro) e del quadro La Fornarina, il pontefice Giulio II venne interpretato da Pio Campa.
- Nel film Il tormento e l'estasi (1965) che tratta della vita di Michelangelo (interpretato da Charlton Heston), il pontefice Giulio II viene vividamente interpretato come papa-soldato da Rex Harrison. Il film si basa sul romanzo The Agony and the Ecstasy scritto da Irving Stone.
- Nello sceneggiato La primavera di Michelangelo, il pontefice è interpretato da F. Murray Abraham.
- Nella serie televisiva franco-tedesca I Borgia l'allora cardinale Giuliano della Rovere è interpretato da Dejan Čukić.
- Nella serie TV I Borgia è interpretato da Colm Feore.

## Genealogia episcopale e successione apostolica
La genealogia episcopale è:
- Cardinale Guillaume d'Estouteville, O.S.B.Clun.
- Papa Sisto IV
- Papa Giulio II

La successione apostolica è:
- Papa Pio III (1503)
- Cardinale Raffaele Sansoni Riario della Rovere (1504)
- Cardinale Galeotto Franciotti della Rovere (1504)
- Vescovo Johannes Burckardt (1504)
- Cardinale Antonio Ferrero (1504)
- Cardinale Francesco Alidosi (1504)
- Cardinale Gabriele de' Gabrielli (1504)
- Cardinale Achille Grassi (1506)
- Arcivescovo Maurice O'Fihely, O.F.M. (1506)
- Arcivescovo Orlando Carretto della Rovere (1512)

## Albero genealogico
|                        |   |                   | Genitori          |  |  | Nonni |  |  | Bisnonni |  |  | Trisnonni |  |
|                        |   |                   |                   |  |  |       |  |  | …        |  |  | …         |  |
|                        |   |                   |                   |  |  |       |  |  | …        |  |  | …         |  |
|                        |   | …                 |                   |  |  |       |  |  | …        |  |  |           |  |
| Leonardo della Rovere  |   |                   |                   |  |  |       |  |  | …        |  |  |           |  |
|                        |   | …                 | …                 |  |  |       |  |  |          |  |  |           |  |
|                        |   | …                 | …                 |  |  |       |  |  |          |  |  |           |  |
|                        |   | …                 | …                 |  |  |       |  |  |          |  |  |           |  |
| Raffaello Della Rovere |   | …                 |                   |  |  |       |  |  |          |  |  |           |  |
|                        |   | Giovanni Monleone | Giovanni Monleone |  |  |       |  |  |          |  |  |           |  |
|                        |   | Giovanni Monleone | Giovanni Monleone |  |  |       |  |  |          |  |  |           |  |
|                        |   | Giovanni Monleone | …                 |  |  |       |  |  |          |  |  |           |  |
| Luchina Monleone       |   | Giovanni Monleone |                   |  |  |       |  |  |          |  |  |           |  |
|                        |   | Caterina Cipolla  | …                 |  |  |       |  |  |          |  |  |           |  |
|                        |   | Caterina Cipolla  | …                 |  |  |       |  |  |          |  |  |           |  |
|                        |   | Caterina Cipolla  | …                 |  |  |       |  |  |          |  |  |           |  |
| Papa Giulio II         |   | Caterina Cipolla  |                   |  |  |       |  |  |          |  |  |           |  |
|                        | … | …                 |                   |  |  |       |  |  |          |  |  |           |  |
|                        | … | …                 |                   |  |  |       |  |  |          |  |  |           |  |
|                        | … | …                 |                   |  |  |       |  |  |          |  |  |           |  |
| Giovanni Manirolo      | … |                   |                   |  |  |       |  |  |          |  |  |           |  |
|                        |   | …                 | …                 |  |  |       |  |  |          |  |  |           |  |
|                        |   | …                 | …                 |  |  |       |  |  |          |  |  |           |  |
|                        |   | …                 | …                 |  |  |       |  |  |          |  |  |           |  |
| Teodora Manirolo       |   | …                 |                   |  |  |       |  |  |          |  |  |           |  |
|                        |   | …                 | …                 |  |  |       |  |  |          |  |  |           |  |
|                        |   | …                 | …                 |  |  |       |  |  |          |  |  |           |  |
|                        |   | …                 | …                 |  |  |       |  |  |          |  |  |           |  |
| …                      |   | …                 |                   |  |  |       |  |  |          |  |  |           |  |
|                        |   | …                 | …                 |  |  |       |  |  |          |  |  |           |  |
|                        |   | …                 | …                 |  |  |       |  |  |          |  |  |           |  |
|                        |   | …                 | …                 |  |  |       |  |  |          |  |  |           |  |
|                        |   | …                 |                   |  |  |       |  |  |          |  |  |           |  |